# 6 سبتمبر
- السبت
- الأحد
- الاثنين
- الثلاثاء
- الأربعاء
- الخميس
- الجمعة

- 307 ربيع الأول 1447  هـ
- 318 ربيع الأول 1447  هـ
- 19 ربيع الأول 1447  هـ
- 210 ربيع الأول 1447  هـ
- 311 ربيع الأول 1447  هـ
- 412 ربيع الأول 1447  هـ
- 513 ربيع الأول 1447  هـ
- 614 ربيع الأول 1447  هـ
- 715 ربيع الأول 1447  هـ
- 816 ربيع الأول 1447  هـ
- 917 ربيع الأول 1447  هـ
- 1018 ربيع الأول 1447  هـ
- 1119 ربيع الأول 1447  هـ
- 1220 ربيع الأول 1447  هـ
- 1321 ربيع الأول 1447  هـ
- 1422 ربيع الأول 1447  هـ
- 1523 ربيع الأول 1447  هـ
- 1624 ربيع الأول 1447  هـ
- 1725 ربيع الأول 1447  هـ
- 1826 ربيع الأول 1447  هـ
- 1927 ربيع الأول 1447  هـ
- 2028 ربيع الأول 1447  هـ
- 2129 ربيع الأول 1447  هـ
- 2230 ربيع الأول 1447  هـ
- 231 ربيع الآخر 1447  هـ
- 242 ربيع الآخر 1447  هـ
- 253 ربيع الآخر 1447  هـ
- 264 ربيع الآخر 1447  هـ
- 275 ربيع الآخر 1447  هـ
- 286 ربيع الآخر 1447  هـ
- 297 ربيع الآخر 1447  هـ
- 308 ربيع الآخر 1447  هـ
- 19 ربيع الآخر 1447  هـ
- 210 ربيع الآخر 1447  هـ
- 311 ربيع الآخر 1447  هـ

6 سبتمبر أو 6 أيلول أو يوم 6 \ 9 (اليوم السادس من الشهر التاسع) هو اليوم التاسع والأربعون بعد المئتين (249) من السنوات البسيطة، أو اليوم الخمسون بعد المئتين (250) من السنوات الكبيسة وفقًا للتقويم الميلادي الغربي (الغريغوري). يبقى بعده 116 يوما لانتهاء السنة.

## أحداث
- 1492 - كريستوفر كولومبوس يبحر من لا غوميرا التابعة لجزر الكناري، لعبور المحيط الأطلسي للمرة الأولى.
- 1522 - وصول فكتوريا، السفينة الوحيدة الباقية من بعثة فرناندو ماجلان، إلى سانلوكار دي باراميدا في إسبانيا، بعد قرابة ثلاث سنوات من مغادرتها، لتصبح بذلك أول سفينة تدور حول كامل الكرة الأرضية.
- 1543 - القوات البحرية العثمانية والفرنسية تنجح في الاستيلاء على ميناء نيس الفرنسي وتحريره من قبضة ملك إسبانيا شارلكان خصم الملك فرانسوا الأول حليف الدولة العثمانية.
- 1798 - إعدام الثائر المصري محمد كريم على يد قائد الحملة الفرنسية نابليون بونابرت.
- 1885 - توحيد بلغاريا وذلك بعد أن اتحدت معها الروملي الشرقية.
- 1898 - تتويج الملكة فيلهامينا ملكة هولندا على العرش رسميًا وذلك بعد وصولها للسن القانوني.
- 1901 - الرئيس الأمريكي ويليام مكينلي يتعرض لمحاولة اغتيال أدت إلى وفاته في 14 سبتمبر.
- 1924 - الزعيم الفاشي بينيتو موسوليني يتعرض لمحاولة اغتيال فاشلة في روما من جانب مجموعة من الشيوعيين الذين تحركو لوقف محاولته القضاء على الشيوعية في إيطاليا.
- 1939 - جنوب أفريقيا تعلن الحرب على ألمانيا أثناء الحرب العالمية الثانية.
- 1940 - كارول الثاني ملك رومانيا يتنحى عن العرش لصالح ابنه ميخائيل الذي يبلغ من العمر ثمانية عشر عاماً.
- 1952 - يوهان أتي ألديرت بويسكول يتولى منصب وزير أول، ذلك قبل ان يتم إلغاء منصب الوزير الأول في سورينام وحل محله نائب الرئيس الذي يترأس مجلس الوزراء بحكم منصبه.
- 1961 - أصدر أمير الكويت الشيخ عبد الله السالم الصباح القانون المنظم لانتخابات أعضاء المجلس التأسيسي وبمقتضاه تم تقسيم الكويت لأول مرة في تاريخها إلى 20 دائرة انتخابية، على أن يُنتخب نائب عن كل منطقة بالاقتراع العام السري المباشر.
- 1965 - الهند تغزو باكستان وتقصف مدينة لاهور.
- 1968 - استقلال سوازيلاند عن المملكة المتحدة بعد أن كانت إحدى محمياتها.
- 1972 - انتهاء عملية ميونخ بقيام القناصة الألمان بقتل 11 رياضي إسرائيلي وخمسة من الفدائيين الفلسطينيين الثمانية، بالإضافة إلى ضابط شرطة ألماني وطيار مروحية ألماني وتفجير مروحية.
- 1976 - منظمة التحرير الفلسطينية تأخذ وضع عضو كامل في جامعة الدول العربية.
- 1981 - الشيخ حميد بن راشد النعيمي يتولى حكم إمارة عجمان بعد وفاة والده راشد بن حميد النعيمي.
- 1983 - الاتحاد السوفيتي يقر بإسقاطه طائرة الركاب الكورية الجنوبية بحجة عدم تمكن قائد الطائرة الحربية من تمييز الطائرة على أنها مدنية عندما دخلت المجال الجوي السوفيتي.
- 1991 -
  - الاتحاد السوفيتي يعترف بجمهوريات البلطيق الثلاثة التي إستقلت.
  - الإتحاد السوفييتي يعيد تسمية مدينة لينينغراد إلى سانت بطرسبرغ بعد تبدل اسمها منذ سنة 1924.
- 1997 - إجراء مراسم دفن ديانا أميرة ويلز.
- 2003 -
  - الجيش الإسرائيلي يقدم على عمل عسكري يستهدف الشيخ أحمد ياسين، لكن لم تتمكن المقاتلات الإسرائيلية من اغتياله.
  - رئيس الوزراء الفلسطيني محمود عباس يستقيل من منصبه.
- 2007 - الرئيس الجزائري عبد العزيز بوتفليقة ينجو من تفجير إنتحاري يستهدف مستقبليه في باتنة أدى لمقتل 15 شخصا وجرح 74 آخرين.
- 2008 - انتخاب آصف علي زرداري رئيسًا لباكستان.
- 2009 - الحكومة الإسرائيلية تقر خطة رئيس الوزراء بنيامين نتنياهو القاضية ببناء مئات الوحدات السكنية للمستوطنين في الضفة الغربية برغم الإنتقاد الأمريكي لهذا القرار.
- 2016 - الاتحاد الدولي لحفظ الطبيعة (IUCN) يعلن خفض تصنيف خطر انقراض الباندا العملاق إلى «غير محصن VU»، بينما رفع تصنيف الغوريلا الشرقية إلى «معرض للخطر للغاية CR».

## مواليد
- 1766 - جون دالتون، عالم كيمياء بريطاني.
- 1808 - الأمير عبد القادر الجزائري، مؤسس الدولة الجزائرية الحديثة.
- 1860 - جين آدمز، سياسية أمريكية وداعية لحقوق المرأة حاصلة على جائزة نوبل للسلام عام 1931.
- 1863 - جيسي ويلكوكس سميث، رسامة توضيحية أمريكية.
- 1876 - جون مكليود، عالم فيزيولوجيا اسكتلندي حاصل على جائزة نوبل في الطب عام 1923.
- 1879 - يوزيف فيرت، مستشار ألمانيا.
- 1892 - إدوارد فيكتور أبلتون، عالم فيزياء إنجليزي حاصل على جائزة نوبل في الفيزياء عام 1947.
- 1895 - محمد هادي الميلاني، فقيه شيعي إيراني - عراقي.
- 1906 - لويس لولوار، عالم كيمياء حيوية أرجنتيني حاصل على جائزة نوبل في الكيمياء عام 1970.
- 1915 -
  - أحمد حماني، رئيس جمعية العلماء المسلمين الجزائريين.
  - رينيه حبشي، فيلسوف لبناني - مصري.
- 1917 - فيليب فون بوسلاغر، عسكري ألماني.
- 1924 - فؤاد المهندس، ممثل مصري.
- 1926 - الأمير كلاوس، زوج بياتريكس ملكة هولندا.
- 1934 - رجاء الجداوي، ممثلة مصرية.
- 1937 - علي المدفع، ممثل سعودي.
- 1939 - سوسومو تونيغاوا، طبيب ياباني حاصل على جائزة نوبل في الطب عام 1987.
- 1940 - وحيد جلال، ممثل ومؤدي أصوات لبناني.
- 1945 - جو ناجاي، مؤلف مانغا ياباني.
- 1947 -
  - جين كورتين، ممثلة أمريكية.
  - بروس ريوتش، لاعب ومدرب كرة قدم اسكتلندي.
- 1957 - جوسيه سوكراتيس، رئيس وزراء البرتغال.
- 1963 - خيرت فيلدرز، سياسي هولندي.
- 1971 - دولوريس أوريوردان، شاعرة، مغنية، عازفة فرقة الكرانبيريز إيرلاندية.
- 1971 - مفيدة شيحة، إعلامية مصرية.
- 1973 - كارلو كوديتشيني، لاعب كرة قدم إيطالي.
- 1974 - تيم هينمان، لاعب كرة مضرب بريطاني.
- 1979 - ماسيمو مكاروني، لاعب كرة قدم إيطالي.
- 1978 - ريهام عبد الغفور، ممثلة مصرية.
- 1980 - جوزيف يوبو، لاعب كرة قدم نيجيري.
- 1981 - يوكي أبي، لاعب كرة قدم ياباني.
- 1982 - أحمد الفضلي، حارس مرمى كرة قدم كويتي.
- 1985 - علي إشفاق، لاعب كرة قدم مالديفي.

## وفيات
- 1128 - محمد بن تومرت، مؤسس الدولة الموحدية في المغرب.
- 1798 - محمد كريم، حاكم مدينة الإسكندرية وثائر مصري.
- 1907 - رينه سولي برودوم، شاعر فرنسي حاصل على جائزة نوبل في الأدب عام 1901.
- 1981 - الشيخ راشد بن حميد النعيمي، حاكم إمارة عجمان.
- 1990 - يوسف دوخي، موسيقي كويتي.
- 2007 - لوتشانو بافاروتي، مغني أوبرا إيطالي.
- 2008 - المشير محمد عبد الحليم أبو غزالة، وزير دفاع مصري.
- 2011 - إبراهيم السلقيني، عالم دين مسلم سوري.
- 2017 - فوزية عزت، ممثلة مصرية.
- 2019 - روبرت موغابي، ثاني رئيس في تاريخ جمهورية زيمبابوي.
- 2021 -
  - سمير الملا، ممثل مصري.
  - جان بول بلموندو، ممثل سينمائي فرنسي.

## أعياد ومناسبات
- عيد الاستقلال في سوازيلاند.
- عيد القوات المسلحة في باكستان.

## وصلات خارجية
- وكالة الأنباء القطريَّة: حدث في مثل هذا اليوم.
- النيويورك تايمز: حدث في مثل هذا اليوم.
- BBC: حدث في مثل هذا اليوم.